# Universal Rule
Universal Rule - wzór, według którego oblicza się rating (czyli wartość regatową jachtu):
{\displaystyle R={\frac {0,2\cdot L\cdot {\sqrt {S}}}{\sqrt[{3}]{W}}}}
Gdzie:
- L - długość linii wodnej
- S - powierzchnia ożaglowania
- W - wyporność
- R - rating

W zależności od ratingu jachty przydzielano do klas, np.:
- klasa S - poniżej 17 stóp
- klasa J - 76 stóp

Zobacz też: International Rule